# Steve Niles
Steve Niles, né le 21 juin 1965 à Jackson Township, est un écrivain et scénariste américain spécialisé dans les comics. Il est notamment connu pour son travail sur 30 jours de nuit.

## Biographie
Steve Niles naît à Jackson dans le New Jersey le 21 juin 1965. Il passe sa jeunesse dans la banlieue de Washington  où il s'adonne à plusieurs activités créatrice (musique, écriture et films amateurs). Plus âgé il travaille dans un magasin de comics et joue dans des groupes de punk.
Steve Niles commence par s'auto-éditer. il édite et adapte plusieurs comics et anthologies pour Eclipse Comics dont I Am Legend en 1991. Il écrit ensuite plusieurs comics pour Fantaco au début des années 1990 (Bad Moon, Fly in My Eye...). Il travaille sur l'adaptation Toy Story Web Adventures pour Disney puis pour Todd McFarlane  et écrit plusieurs épisodes de Spawn, Spawn: The Dark Ages et Hellspawn dessiné par Ashley Wood après le départ de Brian Michael Bendis.
Steve Niles tente de vendre son scénario de 30 Days of Night à Hollywood mais sans succès. Quand IDW Publishing est fondée, Niles propose plusieurs projets et 30 Days of Night est retenu.

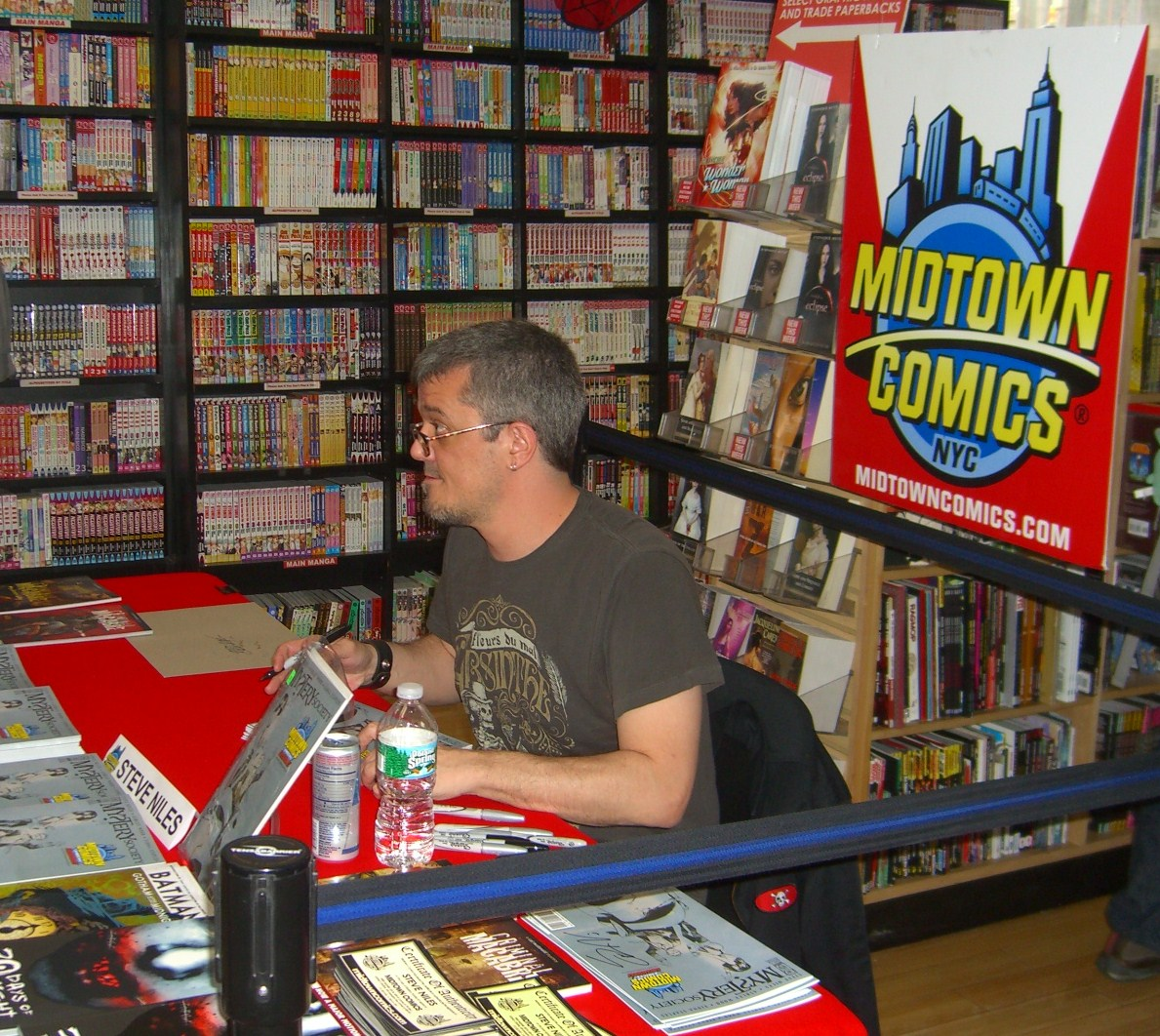
Niles at a book signing for Mystery Society #1 at Midtown Comics Times Square, May 29, 2010.

En 2004 ou 2005, Niles s'associe avec Rob Zombie pour fonder la société Creep International.
En 2006, Niles collabore avec Scott Hampton sur la minisérie Gotham County Line publiée par DC Comics. Puis la même année il écrit une autre minisérie dessinée par Justiniano dont le Creeper est le héros. Il crée aussi pour DC le personnage de Simon Dark.
En 2007 Niles écrit City Of Others dessiné par Bernie Wrightson et publié par Dark Horse Comics
En 2008 Niles écrit une maxisérie de 12 épisodes dessinés par Kelley Jones intitulée Batman: Gotham After Midnight. En 2012, Niles collabore avec Bernie Wrightson sur Frankenstein Alive! Alive! publié par IDW Publishing.
En 2014, Niles et Damien Worm travaillent sur The October Faction, le premier comics mensuel écrit par Niles.
En 2022, il reçoit le prix Inkpot pour l'ensemble de son œuvre.